# カリム・ベンゼマ
カリム・モスタファ・ベンゼマ（Karim Mostafa Benzema、アラビア語: كريم مصطفى بنزيما、1987年12月19日 - ）は、フランス・リヨン出身のサッカー選手。サウジ・プロフェッショナルリーグ・アル・イテハド所属。ポジションはフォワード。元フランス代表。
リーグ・アン7連覇中だったオリンピック・リヨンで頭角を現し、2009年にレアル・マドリードへ移籍。レアル・マドリードで共にプレーしたガレス・ベイル、クリスティアーノ・ロナウドとの3トップは3人の名前の頭文字から攻撃版BBCと呼ばれていた。2022年にはバロンドールを受賞した。

## 経歴

### プロ入り前
1950年代の後半に祖父が一家でアルジェリアからリヨンに移住。両親はベルベル系アルジェリア人。リヨン郊外のブロンで生まれ育つ。兄弟は8人。両親のために家を購入し、現在も同居している。9歳の時、当時ベンゼマの所属していたSCブロンはリヨンのジュニアチームと対戦。SCブロンがベンゼマの2得点により2-0で勝利し、この時にリヨンに引き抜かれた。リヨンのU-16チームでは、1シーズンで38ゴールを奪う活躍を見せた。U-18でも高い得点力は健在であり、14試合で12得点を挙げた。

### リヨン

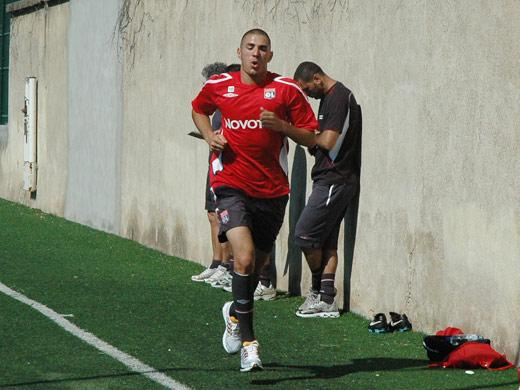
オリンピック・リヨンでのベンゼマ

2005年1月15日、メス戦で後半77分から途中交代の形でトップチームデビュー。この試合ではアシストも記録し、2-0での勝利に貢献した。その5日後、トップチームと3年間の選手契約を行った。2005-06シーズンにはアジャクシオ戦でプロ初得点を挙げ、UEFAチャンピオンズリーグに初出場となったローゼンボリ戦でチャンピオンズリーグ初得点も挙げる。2006-07シーズンからはチームの主力となり、リヨンのリーグ6連覇に貢献し、フランス代表に招集される。
背番号を10番に変更し迎えた2007-08シーズンはUEFAチャンピオンズリーグでは、7試合に出場して4得点を記録しリヨンのベスト16入りに貢献。リーグ・アンでは自己最多の36試合に出場し20得点を挙げ得点王となり、リヨンのリーグ7連覇に貢献した。メス戦でハットトリックを記録した。この活躍から2008年のブラヴォー賞を受賞した。2008-09シーズンもUEFAチャンピオンズリーグ8試合に出場し5得点、リーグ36試合に出場し2位タイの17得点を挙げる活躍をみせるが、リヨンは3位に終わり8連覇を逃した。また、2008年3月に、2013年まで契約を延長した。

### レアル・マドリード
FCバルセロナ、レアル・マドリード、マンチェスター・ユナイテッドFCなどのビッグクラブ、他にもインテル・ミラノ、ACミランなどからもオファーが届き、2009年オフにはマンチェスター・ユナイテッドとレアル・マドリードが争奪戦を繰り広げた。ベンゼマは当初「あと1シーズンはリヨンに残る」としていたが、7月1日、レアル・マドリードへの移籍がリヨンのホームページで発表された。移籍金は3500万ユーロで移籍後の活躍次第で最大600万ユーロが追加される。2009年8月29日のデポルティーボ・ラ・コルーニャ戦でラ・リーガデビュー。9月20日のシェレス戦で移籍後初得点を挙げた。開幕当初はスタメン起用されていたが、チームやリーグにあまり馴染めずに昨季チーム得点王であったゴンサロ・イグアインにスタメンの位置を奪われる。結局、27試合の出場で9得点にとどまり、結果的に南アフリカW杯出場を逃した。さらに、W杯後の2010年7月21日にはフランク・リベリーとともに買春容疑で事情聴取されるなど公私にわたって惨憺たるシーズンとなった。
2010年夏の移籍市場では、チームの象徴だったラウル・ゴンサレスがドイツのシャルケ04へと移籍したことにより空いた背番号7番をクリスティアーノ・ロナウドが求めたため、それまでロナウドが付けていた背番号9番が空き番となり、憧れの選手であるロナウドと同じ9番を付けることとなった。2010-11シーズン前、ベンゼマはファンに「最高のベンゼマを披露すると約束する。今年は僕の年になるだろう。」と語った。しかし、シーズンが始まってもベンゼマは寝坊や練習の怠慢などを繰り返したため、ジョゼ・モウリーニョ監督から叱責を受けた。その後手術によってイグアインが離脱してからは多くのチャンスが与えられ、先発出場する機会も増えた。UEFAチャンピオンズリーググループステージ最終戦のオセール戦や8-0で大勝したコパ・デル・レイのレバンテ戦ではハットトリックを記録した。一方リーグ戦では得点を決めることが出来ず、リーガ第4節エスパニョール戦で決めて以降、1月24日の第20節マジョルカ戦まで無得点であった。モウリーニョからの信頼を勝ち取ることが出来ず、アルメリア戦では怪我明けのカカを起用するために、チーム唯一のCFであるにも関わらずベンゼマは先発に選ばれなかった。しかし、3月になって突如量産体制に入り、アトレティコ・マドリードとのマドリードダービー直近の8試合で10得点を挙げた。

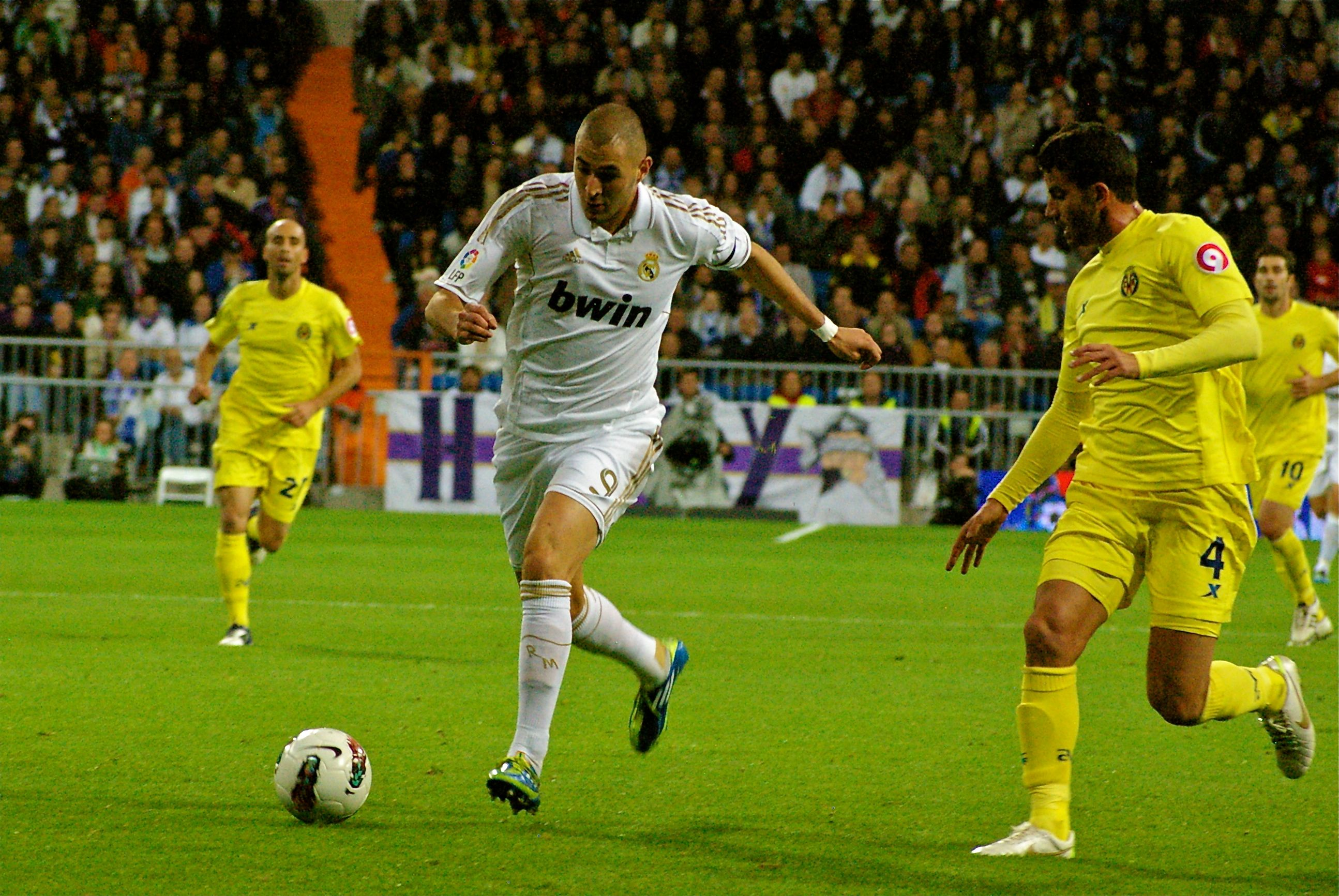
ビジャレアルCF戦でのベンゼマ（2011年）

2011-12シーズン前にアーセナルFCやユヴェントスFCからの関心が伝えられるもレアル・マドリード残留を明言。その際には「来シーズンは、本当のベンゼマを見ることになるよ」と語った。シーズン前のトレーニングにより体重を8kg落として臨み、プレシーズンでは、7試合で8得点を挙げるなど好調を保ち、リーガ開幕前のスーペルコパでもメスト・エジルの先制点をアシストすると、自らも同点ゴールを決めた。リーガではともに自己最多となる34試合21得点を記録。全大会合計で34得点、15アシストを挙げ、レアルのUEFAチャンピオンズリーグ準決勝進出、4年ぶりのリーガ制覇に貢献した。
2014年1月18日、レアル・ベティス戦にてレアル・マドリード通算100得点を記録。2013-14シーズンのコパ・デル・レイ決勝、FCバルセロナ戦ではアンヘル・ディ・マリアの先制点をアシストしてタイトル獲得に貢献し、一週間後に行われたUEFAチャンピオンズリーグ準決勝のバイエルン・ミュンヘン戦1stレグでは試合唯一のゴールを奪い、クラブの10度目のUEFAチャンピオンズリーグ優勝に貢献した。

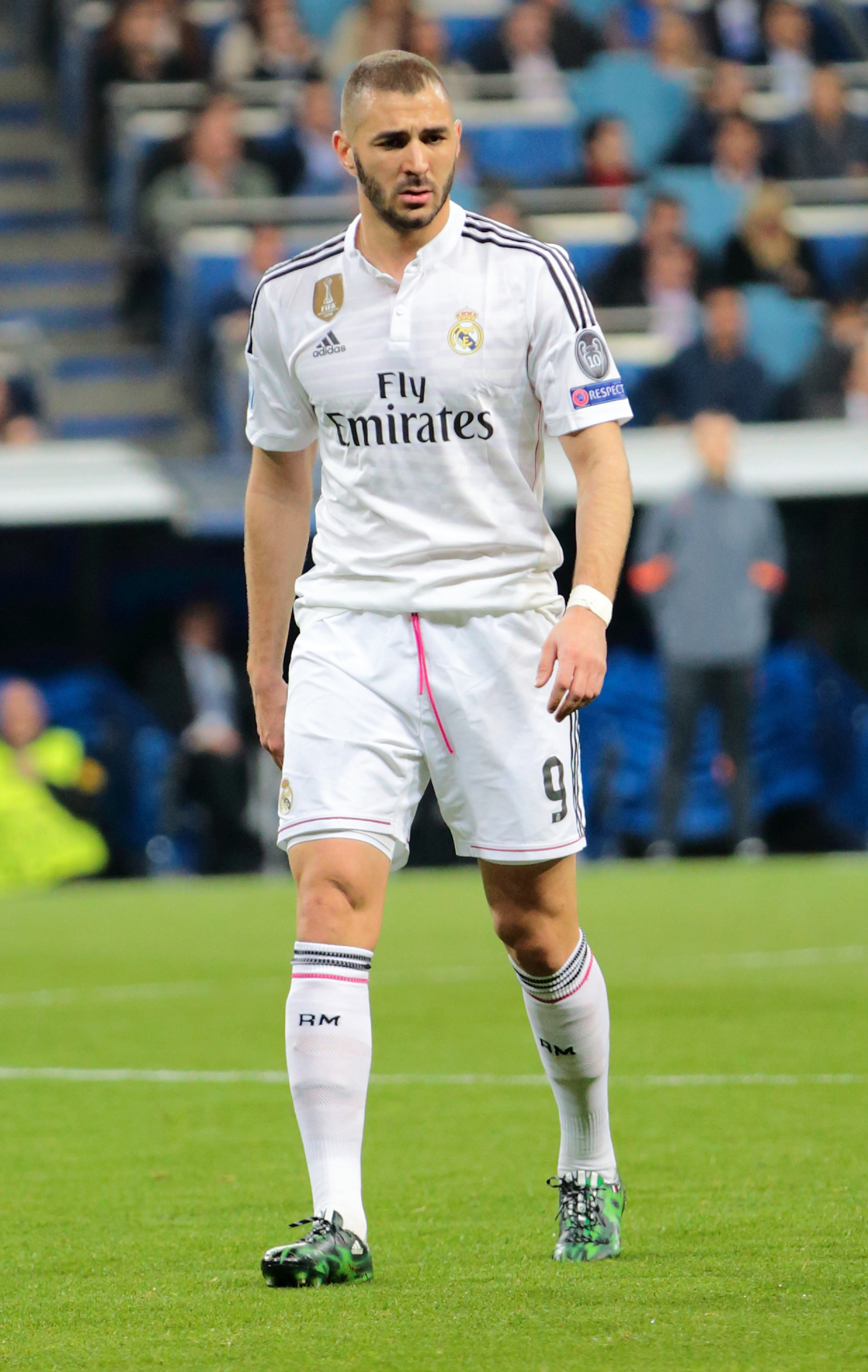
シャルケ04戦でのベンゼマ（2015年）

2014-15シーズン、UEFAチャンピオンズリーググループステージのFCバーゼル戦では、UEFA主催大会におけるレアル・マドリード通算1000得点目を記録した。
2015-16シーズン、2016年1月9日に行われたデポルティーボ戦でラ・リーガでの自身通算100得点を記録。2016-17シーズン、2016年12月7日に行われたドルトムント戦でUEFAチャンピオンズリーグ通算50得点に到達した。同月に行われたクラブワールドカップの準決勝のクラブ・アメリカ戦、決勝の鹿島アントラーズ戦ではいずれも先制ゴールを記録した。2017年9月21日、レアル・マドリードとの契約を2021年まで延長した。
クリスティアーノ・ロナウドが退団した2018-19シーズンは、2011-12シーズン以来のキャリア通算3度目となるシーズン30得点を記録した。また、UEFAチャンピオンズリーグのアヤックスにてクリスティアーノ・ロナウド、リオネル・メッシ、ラウルに次ぎルート・ファン・ニステルローイに並ぶ大会通算60得点目を記録した。
2019-20シーズン、2020年6月18日、第29節のバレンシアCF戦で2ゴールを記録、クラブ通算得点を243に伸ばし、フェレンツ・プスカシュを超えて歴代5位となった。リーガ第32節のRCDエスパニョール戦では、2010年1月31日にデポルティーボ・ラ・コルーニャ戦でベンゼマのゴールをアシストしたグティのヒールパスに酷似したパスでカゼミーロのゴールをアシストし話題になった。リーグ戦ではメッシの25ゴールに次ぐ21ゴールを決め、3年振りのリーグ制覇に貢献した。
2020-21シーズン、2020年10月4日、第5節のレバンテ戦でゴールを決め、レアル・マドリードでの通算250ゴールを達成した。また、2021年11月4日のUEFAチャンピオンズリーググループステージのFCシャフタール・ドネツクでレアル・マドリードのUEFAチャンピオンズリーグ通算1000ゴール目を達成した。
2021-22シーズン、スーペルコパではFCバルセロナ戦、アスレティック・ビルバオ戦の両試合で得点を挙げ、スーペルコパを獲得。また、2022年3月9日の欧州CL・決勝T1回戦2ndレグのパリ・サンジェルマンFC戦ではUEFAチャンピオンズリーグ史上最年長のハットトリックを決め、4月6日、UEFAチャンピオンズリーグ準々決勝1stレグのチェルシーFC戦でも再びハットトリックをきめた。ラ・リーガで27得点、UEFAチャンピオンズリーグでは15得点を記録して2大会で得点王に輝き、レアル・マドリードも両大会で優勝して3冠を達成した。
2022年8月10日に行われたUEFAスーパーカップでは、アイントラハト・フランクフルト相手に2点目を決めてタイトル獲得に貢献した。同年10月17日には、バロンドールを受賞した。
2023年6月4日、レアル・マドリードがベンゼマの退団を発表した。レアル・マドリードは公式サイトにてベンゼマの退団を「その輝かしく忘れがたい我々のクラブの選手としての時代に終止符を打つことで合意しました。レアル・マドリードは我々にとっての偉大なレジェンドの一人に対し感謝とあらゆる愛情を示したいと思います。」と綴った。レアル・マドリードでは、公式戦647試合353得点を記録し、25個のタイトルを獲得した。

### アル・イテハド
2023年6月6日、サウジ・プロフェッショナルリーグのアル・イテハドに加入することが発表された。契約期間は2026年6月までの3年間。3年間で2億5800万ポント（約450億円）という報酬という巨額契約であり、イスラム教徒であるベンゼマはサウジアラビアを「ずっと住みたいと思っていた聖なる王国」と語った。
7月27日、アラブ・クラブ・チャンピオンズカップのエスペランス戦で公式戦デビューを果たすと、前半にアブデルラザク・ハムダラーのゴールをアシストし、後半には移籍後初得点も記録するなど1ゴール1アシストの活躍で勝利に貢献した。ベンゼマ自身は公式戦20試合で12得点5アシストと結果を残したがアル・イテハドはその時点でリーグ6位に甘んじており、ファンからは「敗北の息子」というあだ名をつけられ、リーグ17節のアル・ナスルFC戦に敗れた後には自身のインスタグラムを公開停止にした。

## 代表経歴

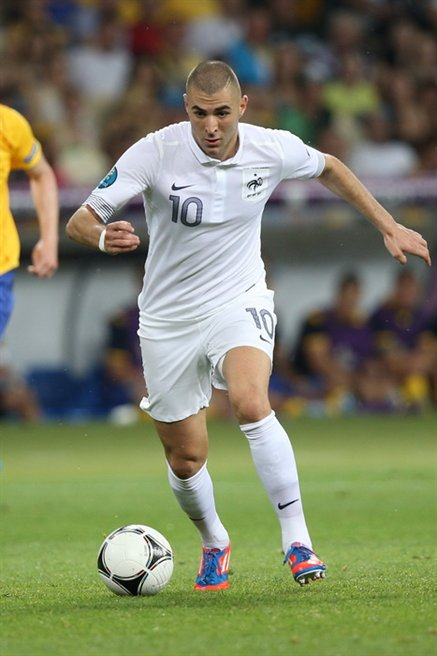
欧州選手権でプレーするベンゼマ（2012年）

全世代のフランス代表に選抜された。2004年のUEFA U-17欧州選手権では優勝メンバーの一員となった。アルジェリア国籍を持つことからアルジェリア代表からも招集を受けるが、フランス代表を選択し、2007年3月28日の親善試合・オーストリア戦でフランス代表デビュー。この試合で決勝点となる代表初得点を挙げた。EURO2008代表メンバーにも選ばれるが、目立った活躍はできずフランス代表もグループリーグで敗退した。所属クラブであるレアル・マドリードでのプレーの調子や前述の買春問題などから南アフリカW杯メンバーからは落選した。
2012年の欧州選手権では招集を受け、全試合に先発出場した。ウクライナ戦では2アシストを記録して勝利に貢献したが、ベンゼマ自身は大会4試合でゴールを決められず、決勝トーナメント1回戦でスペインに敗れた。
2012年6月5日のエストニア戦以降15試合、およそ1222分間代表でのゴールから見放されていたが、2013年10月に行われたオーストラリア代表との親善試合でゴールを決めた。

### 恐喝容疑〜代表追放
2015年11月に、性行為を映した映像を利用し、同じフランス代表の僚友マテュー・ヴァルブエナの恐喝に関与した容疑でフランス警察当局に逮捕された。
事件の発端は、2014年夏頃に当時、マルセイユに所属していたヴァルブエナがマルセイユの選手らと親交の深かった人物に携帯電話のデータ移行を手伝ってもらった際にデータを抜かれたこととされる。2015年6月頃からこの人物らが含まれる犯罪グループからヴァルブエナへの恐喝が始まり、ヴァルブエナはフランス代表の警備を務める警察官を通じて警察に被害届を提出した。以来、恐喝はなかったが、10月の代表合宿中にベンゼマがヴァルブエナに映像の件を解決してくれる人物として自身の幼馴染と面会するよう勧めてきたという。この幼馴染はベンゼマと兄弟同然の幼馴染だが、犯罪歴のある人物とされ、ヴァルブエナはこれを金銭を目的とした仲介と受け止め、警察もこの幼馴染を事前に参考人として捜査していた。警察は事前にこの幼馴染の電話を盗聴しており、ベンゼマがヴァルブエナを茶化しながら幼馴染に報告していたことから関与したと判断した（ただしこの幼馴染はベンゼマの援助のおかげで困窮しておらず、ベンゼマも恐喝の意図を否定したうえで純粋にヴァルブエナを助けることが目的だったと断言、この電話でヴァルブエナを茶化したことは軽率だったと後に釈明している）。またこの犯罪グループには潜入していた覆面警官もおり、仲介役を担ったこの警官が犯行を積極的に促したとして後にベンゼマの弁護士が警察の不正捜査を訴えることになる。
逮捕後の12月にフランス首相を務めていたマニュエル・ヴァルスから「偉大なスポーツ選手は模範的でないとならない。そうでないならば、フランス代表のチームに居場所はない」と批判され、フランスサッカー連盟からは無期限代表活動停止処分が科された。処分を受けたベンゼマはヴァルブエナの捏造と非難し、ヴァルブエナもベンゼマが関与したとして二人は非難の応酬となった。
2016年3月11日、恐喝行為への関与によって科されていた法的制約の一部解除が決定され、UEFA EURO 2016に向けて法的にフランス代表への復帰が可能となった。この件についてマニュエル・ヴァルス首相とパトリック・カネル大臣はベンゼマの代表復帰に懐疑的な見解を示したが、ベンゼマの代表復帰に肯定的なフランソワ・オランド大統領は「下らない事はやめろ」とこの問題に触れないよう促した。4月14日、フランスサッカー連盟のノエル・ル・グラエ会長が「和を乱さぬため」とUEFA EURO 2016にベンゼマを招集しない事を発表した。代表監督のディディエ・デシャンもこの決定を支持したことから、ベンゼマは「人種差別主義者グループの圧力に屈した」とデシャンを非難、両者の確執へと発展した。2016年8月、事件の容疑者のひとりがベンゼマの無罪を認めたことが報じられた。
これ以降、連盟やデシャンとの確執から2021年まで代表に復帰することはなかった。フランスサッカー連盟のノエル・ル・グラエ会長は「フランス代表での彼の冒険は終わった」と今後も復帰させないことを明言しており、デシャンもこれに同調している。ベンゼマは「他国の代表チームでプレーさせて欲しい」と訴えている。また、2019-20シーズン終了後にル・グラエが「すべての試合を見たわけではないが、彼はキャリアのなかで、最高のシーズンを過ごした」とベンゼマを称賛したところ、ベンゼマはそのコメントを伝えたフランスのテレビ局「RMCスポーツ」のツイートに対し「笑っちゃうね」と冷ややかな反応を見せている。

### 代表復帰
フランスサッカー連盟は追放処分を解除し、代表監督ディディエ・デシャンも前言を撤回。2021年5月18日、EURO 2020のフランス代表に選出され、5年半ぶりに代表に復帰することとなった。同年10月10日、UEFAネーションズリーグの決勝戦ではスペインと対戦し、同点ゴールをきめて初優勝に貢献した。
2021年11月13日、ベンゼマは2022年ワールドカップ予選で初ゴールを決め、カザフスタン戦で2得点を挙げた。フランスはこの試合に8-0で勝利し、カタールW杯への出場を決めた。 この2得点により、彼の代表通算ゴール数は35に達し、ダビド・トレゼゲを抜いてフランス代表歴代5位の得点者となった。 ベンゼマは2022 FIFAワールドカップのフランス代表最終メンバーに選ばれたものの、11月19日、フランスサッカー連盟は彼が太ももの負傷により大会を欠場することを発表した。 大会には出場しなかったものの、彼の代わりに選手が追加招集されなかったため、ベンゼマには銀メダルが授与された。一方、クリストファー・エンクンクはランダル・コロ・ムアニに交代されたため、異なる扱いを受けた。 そして12月19日、ベンゼマはフランス代表からの引退を発表した。

## 人物
- 小さいころからロナウドのファンで、試合をした際にもらったユニフォーム(当時ACミラン、背番号99)を部屋に飾っており、「何よりも大切なもの」と言うほどロナウドを敬愛している。また、（ロナウドが入団した）14歳のころからレアル・マドリードのファンであり、入団会見ではロナウドやクラブへの思いを語った[57]。
- レアル・マドリードでゴンサロ・イグアインとポジション争いをしていた当時、イグアインが長期離脱した際にジョゼ・モウリーニョ監督が「犬とともに狩りに行けないならば、猫とともに狩りに出なければならない」と発言した[58]ことで、El Gato（猫)という愛称が広まった[59]。その後、特にクリスティアーノ・ロナウドのユヴェントスFC移籍後の活躍により、「猫が虎に変わった」と評価されるようになった[60]。
- 2013年2月に116kmのスピード違反で1万8000ユーロの罰金と8カ月の免停処分に科された[61]。2015年10月にはマドリード市内の禁止区域でUターンをしたところ、警察官に止められ、その際に無免許運転が発覚した[62]。
- 2017年5月、ESPNは世界で最も有名なアスリート100人を発表し、44位に選出された。サッカー選手としては15位[63]。
- 2019年1月、レアル・マドリードは3つのコンペティションを戦う忙しいシーズンを送っていた中、ベンゼマは試合中に右手の指を骨折。数週間の離脱が予想され、チームはエースを欠く痛手を負うと予想されていたが、チームを助けたいと言い手術を延期した。以降、右手に包帯を巻いて試合に出場し続け、彼のトレードマークとなっている。

## プレースタイル・評価
テクニックが高く、パワフルなプレーが魅力であり、高い得点力を誇る。大柄な体躯にもかかわらず、柔らかな身のこなしと抜群のスピードを備え、MFのような高度なテクニックを駆使して組み立ての局面で存在感を示しながら、難易度の高いシュートも決める。同世代のロベルト・レヴァンドフスキやルイス・スアレス、ハリー・ケインと並ぶ当代随一の万能型ストライカーであり、2022年にはティエリ・アンリを抜きフランス人選手の史上最多得点記録者となった。レアル・マドリードにおいてもクラブ通算得点記録で2位に位置しており、アシスト数ではクラブ最多を誇る。
センターフォワードの他にも右ウイングとして機能する。センターフォワードでありながら、アレックス・ファーガソンから「ジネディーヌ・ジダンを思わせる」と称されるボールスキルも彼の武器の一つである。また、視野の広さとゲームコントロールの能力もあることから"9.5番"（ストライカーである9番とゲームメイカーである10番の中間）と元ACミランのストライカー、マルコ・シモーネはコメントしており、ベンゼマ自身もまた「僕は10番のようにプレーする、9番の選手だ」と語っている。オリンピック・リヨンではロナウドのようなハーフウェーラインからのドリブルシュートはトレードマークだったが、レアル・マドリードではボールを渡すジダンのようなプレーにシフトした。
アーセン・ベンゲルからは、「知性を感じる動きをし、連動して違いがつくれる選手」と評されている。カルロ・アンチェロッティからは「素晴らしい選手だ。素晴らしいFWではない、素晴らしい選手なのだ。全てを備えた選手だ」と評されている。コスタス・マノラスは「技術があり、フィジカルも強い。完璧なFWだ。」と述べている。

## 個人成績

### クラブ成績
| クラブ             | シーズン | リーグ       | リーグ戦 | リーグ戦 | カップ戦 | カップ戦 | 国際大会 | 国際大会 | その他 | その他 | 合計 | 合計 |
| クラブ             | シーズン | リーグ       | 出場     | 得点     | 出場     | 得点     | 出場     | 得点     | 出場   | 得点   | 出場 | 得点 |
| ------------------ | -------- | ------------ | -------- | -------- | -------- | -------- | -------- | -------- | ------ | ------ | ---- | ---- |
| リヨン             | 2004-05  | リーグ・アン | 6        | 0        | 0        | 0        | 0        | 0        | 0      | 0      | 6    | 0    |
| リヨン             | 2005-06  | リーグ・アン | 13       | 1        | 2        | 2        | 1        | 1        | 0      | 0      | 16   | 4    |
| リヨン             | 2006-07  | リーグ・アン | 21       | 5        | 2        | 0        | 3        | 2        | 1      | 1      | 27   | 8    |
| リヨン             | 2007-08  | リーグ・アン | 36       | 20       | 8        | 7        | 7        | 4        | 1      | 0      | 52   | 31   |
| リヨン             | 2008-09  | リーグ・アン | 36       | 17       | 2        | 1        | 8        | 5        | 1      | 0      | 47   | 23   |
| リヨン             | 通算     | 通算         | 112      | 43       | 14       | 10       | 19       | 12       | 3      | 1      | 148  | 66   |
| レアル・マドリード | 2009-10  | プリメーラ   | 27       | 8        | 1        | 0        | 5        | 1        | 0      | 0      | 33   | 9    |
| レアル・マドリード | 2010-11  | プリメーラ   | 33       | 15       | 7        | 5        | 8        | 6        | 0      | 0      | 48   | 26   |
| レアル・マドリード | 2011-12  | プリメーラ   | 34       | 21       | 5        | 3        | 11       | 7        | 2      | 1      | 52   | 32   |
| レアル・マドリード | 2012-13  | プリメーラ   | 30       | 11       | 8        | 4        | 10       | 5        | 2      | 0      | 50   | 20   |
| レアル・マドリード | 2013-14  | プリメーラ   | 35       | 17       | 6        | 2        | 11       | 5        | 0      | 0      | 52   | 24   |
| レアル・マドリード | 2014-15  | プリメーラ   | 29       | 15       | 3        | 0        | 9        | 6        | 5      | 1      | 46   | 22   |
| レアル・マドリード | 2015-16  | プリメーラ   | 27       | 24       | 0        | 0        | 9        | 4        | 0      | 0      | 36   | 28   |
| レアル・マドリード | 2016-17  | プリメーラ   | 29       | 11       | 3        | 1        | 13       | 5        | 3      | 2      | 48   | 19   |
| レアル・マドリード | 2017-18  | プリメーラ   | 32       | 5        | 1        | 1        | 9        | 5        | 5      | 1      | 47   | 12   |
| レアル・マドリード | 2018-19  | プリメーラ   | 36       | 21       | 6        | 4        | 8        | 4        | 3      | 1      | 53   | 30   |
| レアル・マドリード | 2019-20  | プリメーラ   | 37       | 21       | 3        | 1        | 8        | 5        | 0      | 0      | 48   | 27   |
| レアル・マドリード | 2020-21  | プリメーラ   | 34       | 23       | 1        | 0        | 10       | 6        | 1      | 1      | 46   | 30   |
| レアル・マドリード | 2021-22  | プリメーラ   | 32       | 27       | 0        | 0        | 12       | 15       | 2      | 2      | 46   | 44   |
| レアル・マドリード | 2022-23  | プリメーラ   | 24       | 19       | 5        | 4        | 10       | 4        | 4      | 4      | 43   | 31   |
| レアル・マドリード | 通算     | 通算         | 439      | 238      | 49       | 25       | 133      | 78       | 27     | 13     | 648  | 354  |
| 通算               | 通算     | 通算         | 551      | 281      | 68       | 35       | 152      | 90       | 30     | 14     | 796  | 420  |

| クラブ  | シーズン | リーグ             | リーグ戦 | リーグ戦 | 合計 | 合計 |
| クラブ  | シーズン | リーグ             | 出場     | 得点     | 出場 | 得点 |
| ------- | -------- | ------------------ | -------- | -------- | ---- | ---- |
| リヨンB | 2004-05  | フランス全国選手権 | 11       | 10       | 11   | 10   |
| リヨンB | 2005-06  | フランス全国選手権 | 9        | 5        | 9    | 5    |
| 総通算  | 総通算   | 総通算             | 20       | 15       | 20   | 15   |

### 代表成績
- 国際Aマッチ 97試合 37得点（2007年-2022年）[73]

| フランス代表 | 国際Aマッチ | 国際Aマッチ |
| 年           | 出場        | 得点        |
| ------------ | ----------- | ----------- |
| 2007         | 8           | 3           |
| 2008         | 11          | 2           |
| 2009         | 8           | 3           |
| 2010         | 5           | 3           |
| 2011         | 10          | 2           |
| 2012         | 12          | 2           |
| 2013         | 10          | 3           |
| 2014         | 13          | 7           |
| 2015         | 4           | 2           |
| 2021         | 13          | 9           |
| 2022         | 3           | 1           |
| 通算         | 97          | 37          |

### 代表での得点
| #   | 日時           | 場所                                           | 対戦相手                 | スコア | 最終結果 | 大会                                              |
| --- | -------------- | ---------------------------------------------- | ------------------------ | ------ | -------- | ------------------------------------------------- |
| 1.  | 2007年3月28日  | サン＝ドニ                                     | オーストリア             | 1-0    | 1-0      | 親善試合                                          |
| 2.  | 2007年10月13日 | トースハウン                                   | フェロー諸島             | 0-3    | 0-6      | UEFA EURO 2008予選                                |
| 3.  | 2007年10月13日 | トースハウン                                   | フェロー諸島             | 0-5    | 0-6      | UEFA EURO 2008予選                                |
| 4.  | 2008年8月20日  | ヨーテボリ                                     | スウェーデン             | 1-1    | 2-3      | 親善試合                                          |
| 5.  | 2008年10月15日 | サン＝ドニ                                     | チュニジア               | 3-1    | 3-1      | 親善試合                                          |
| 6.  | 2009年6月5日   | リヨン                                         | トルコ                   | 1-0    | 1-0      | 親善試合                                          |
| 7.  | 2009年10月10日 | ガンガン                                       | フェロー諸島             | 5-0    | 5-0      | 2010 FIFAワールドカップ・ヨーロッパ予選           |
| 8.  | 2009年10月14日 | サン＝ドニ                                     | オーストリア             | 1-0    | 3-1      | 2010 FIFAワールドカップ・ヨーロッパ予選           |
| 9.  | 2010年9月7日   | サラエヴォ                                     | ボスニア・ヘルツェゴビナ | 0-1    | 0-2      | UEFA EURO 2012予選                                |
| 10. | 2010年10月12日 | メス                                           | ルクセンブルク           | 1-0    | 2-0      | UEFA EURO 2012予選                                |
| 11. | 2010年11月17日 | ロンドン                                       | イングランド             | 0-1    | 1-2      | 親善試合                                          |
| 12. | 2011年2月9日   | サン＝ドニ                                     | ブラジル                 | 1-0    | 1-0      | 親善試合                                          |
| 13. | 2011年9月2日   | ティラナ                                       | アルバニア               | 0-1    | 1-2      | UEFA EURO 2012予選                                |
| 14. | 2012年6月5日   | ル・マン                                       | エストニア               | 2-0    | 4-0      | 親善試合                                          |
| 15. | 2012年6月5日   | ル・マン                                       | エストニア               | 3-0    | 4-0      | 親善試合                                          |
| 16. | 2013年10月11日 | パリ                                           | オーストラリア           | 6-0    | 6-0      | 親善試合                                          |
| 17. | 2013年10月15日 | サン＝ドニ                                     | フィンランド             | 3-0    | 3-0      | 2014 FIFAワールドカップ・ヨーロッパ予選           |
| 18. | 2013年11月19日 | サン＝ドニ                                     | ウクライナ               | 2-0    | 3-0      | 2014 FIFAワールドカップ・ヨーロッパ予選プレーオフ |
| 19. | 2014年3月5日   | サン＝ドニ                                     | オランダ                 | 1-0    | 2-0      | 親善試合                                          |
| 20. | 2014年6月8日   | リール                                         | ジャマイカ               | 3-0    | 8-0      | 親善試合                                          |
| 21. | 2014年6月8日   | リール                                         | ジャマイカ               | 5-0    | 8-0      | 親善試合                                          |
| 22. | 2014年6月14日  | ポルト・アレグレ                               | ホンジュラス             | 1-0    | 3-0      | 2014 FIFAワールドカップ                           |
| 23. | 2014年6月14日  | ポルト・アレグレ                               | ホンジュラス             | 3-0    | 3-0      | 2014 FIFAワールドカップ                           |
| 24. | 2014年6月20日  | サルヴァドール                                 | スイス                   | 0-4    | 2-5      | 2014 FIFAワールドカップ                           |
| 25. | 2014年10月11日 | サン＝ドニ                                     | ポルトガル               | 1-0    | 2-1      | 親善試合                                          |
| 26. | 2015年10月8日  | ニース                                         | アルメニア               | 3-0    | 4-0      | 親善試合                                          |
| 27. | 2015年10月8日  | ニース                                         | アルメニア               | 4-0    | 4-0      | 親善試合                                          |
| 28. | 2021年6月23日  | ブダペスト                                     | ポルトガル               | 1-1    | 2-2      | UEFA EURO 2020                                    |
| 29. | 2021年6月23日  | ブダペスト                                     | ポルトガル               | 2-1    | 2-2      | UEFA EURO 2020                                    |
| 30. | 2021年6月29日  | ブダペスト                                     | スイス                   | 1-1    | 3-3      | UEFA EURO 2020                                    |
| 31. | 2021年6月29日  | ブダペスト                                     | スイス                   | 2-1    | 3-3      | UEFA EURO 2020                                    |
| 32. | 2021年10月8日  | トリノ、ユヴェントス・スタジアム               | ベルギー                 | 2-1    | 2-3      | UEFAネーションズリーグ2020-21                     |
| 33. | 2021年10月11日 | ミラノ、スタディオ・ジュゼッペ・メアッツァ     | スペイン                 | 1-1    | 1-2      | UEFAネーションズリーグ2020-21                     |
| 34. | 2021年11月14日 | パリ、パルク・デ・プランス                     | カザフスタン             | 4-0    | 8-0      | 2022 FIFAワールドカップ・ヨーロッパ予選           |
| 35. | 2021年11月14日 | パリ、パルク・デ・プランス                     | カザフスタン             | 5-0    | 8-0      | 2022 FIFAワールドカップ・ヨーロッパ予選           |
| 36. | 2021年11月17日 | ヘルシンキ、ヘルシンキ・オリンピックスタジアム | フィンランド             | 0-1    | 0-2      | 2022 FIFAワールドカップ・ヨーロッパ予選           |
| 37. | 2022年6月4日   | サン＝ドニ                                     | デンマーク               | 1-0    | 1-2      | UEFAネーションズリーグ2022-23                     |

## タイトル

### クラブ
オリンピック・リヨン
- リーグ・アン：4回（2004-05, 2005-06, 2006-07, 2007-08）
- トロフェ・デ・シャンピオン：3回（2005, 2006, 2007）
- ピースカップ：1回（2007）
- クープ・ドゥ・フランス：1回（2008）

レアル・マドリード
- プリメーラ・ディビシオン：4回（2011-12, 2016-17, 2019-20, 2021-22）
- コパ・デル・レイ：3回（2010-11, 2013-14, 2022-23）
- スーペルコパ・デ・エスパーニャ：4回（2012, 2017, 2019, 2022）
- UEFAチャンピオンズリーグ：5回（2013-14, 2015-16, 2016-17, 2017-18, 2021-22）
- UEFAスーパーカップ：4回（2014, 2016, 2017, 2022）
- FIFAクラブワールドカップ：3回（2014, 2017, 2018）

### 代表
U-17フランス代表
- UEFA U-17欧州選手権：2004

フランス代表
- UEFAネーションズリーグ：2020-21

### 個人
- フランス・フットボール誌新人賞：2006
- リーグ・アン得点王：2007-08
- リーグ・アン最優秀選手賞：2008
- リーグ・アンベストイレブン：2008
- ブラヴォー賞：2008
- フランス年間最優秀選手賞：2011, 2012, 2014, 2021
- トロフェオ・アルフレッド・ディ・ステファノ：2019-20
- オンズドール：2020-21, 2021-22
- ESMチーム・オブ・ザ・イヤー：2020-21
- UEFA欧州選手権ブロンズブーツ：2020
- リーガ・エスパニョーラ得点王：1回 (2021-22)
- ラ・リーガ月間最優秀選手賞 : 5回 (2014年10月, 2020年6月, 2021年3月, 2021年9月, 2022年4月)
- UEFAチャンピオンズリーグ得点王：1回 (2021-22)
- UEFA欧州最優秀選手賞：2021-22
- バロンドール：2022